# Galaxie neregulată barată

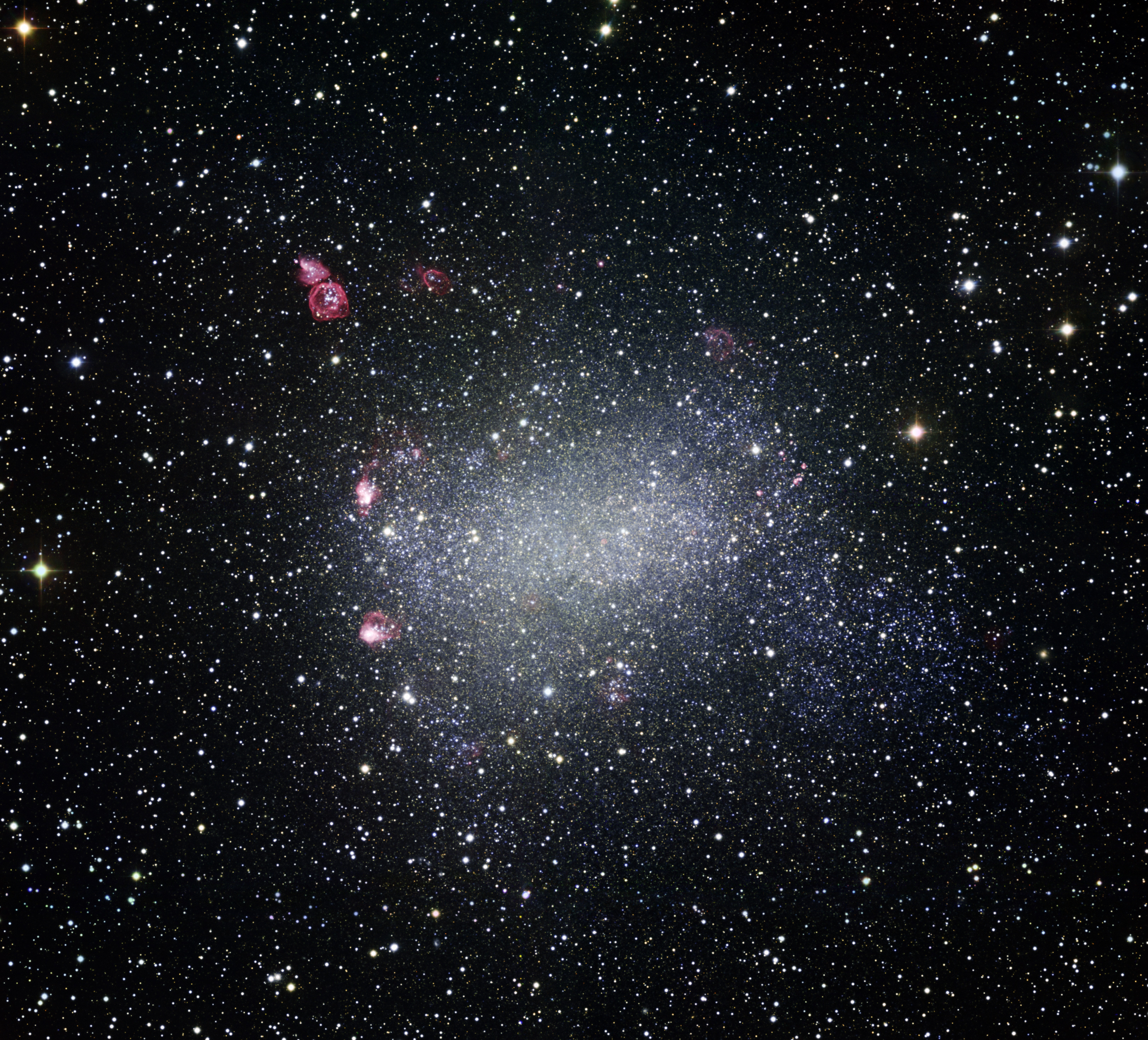
Galaxia lui Barnard (NGC 6822), un exemplu tipic de galaxie neregulată barată.

O galaxie neregulată barată barată este versiunea neregulată a galaxiei spirale barate. Exemplele tipice sunt Marele Nor al lui Magellan și NGC 6822 / Galaxia lui Barnard.

## Origine
Unele galaxii neregulate barate, cum este Marele Nor al lui Magellan, ar fi putut fi galaxii pitice spirale deformate printr-un efect de maree galactică exercitată de către un vecin mai masiv.